# Хонконгска змия джудже
Хонконгска змия джудже (Calamaria septentrionalis) е вид змия от семейство Смокообразни (Colubridae). Видът не е застрашен от изчезване.

## Разпространение и местообитание
Разпространен е във Виетнам, Китай (Анхуей, Гуандун, Гуанси, Гуейджоу, Джъдзян, Дзянси, Дзянсу, Съчуан, Фудзиен, Хайнан, Хубей, Хунан и Хънан) и Хонконг.
Обитава райони с тропически и субтропичен климат, гористи местности, планини и хълмове.

## Описание
Популацията на вида е стабилна.